# ميليد
ميليد كانت مدينة قديمة على نهر توهما أحد روافد الفرات قادم من جبال طوروس،تم ادراج موقع المدينة ضمن مواقع التراث العالمي في 26 يوليو 2021.